# وزملة (بوئين)
وزملة (بالفارسية: وزمله) هي قرية تقع في إيران في قسم بوئین الريفي. يقدر عدد سكانها بـ 191 نسمة بحسب إحصاء 2016.